# تیم ملی والیبال مردان نیوزیلند
تیم ملی والیبال مردان نیوزیلند تیم ملی والیبال مردان کشور نیوزیلند است.